# Place Isabelle-II
La place Isabelle-II (en espagnol : Plaza de Isabel II)), couramment appelée place de l'Opéra (plaza de Ópera) est une place de Madrid, capitale de l'Espagne, située dans l'arrondissement du Centre.

## Situation
Située dans l'arrondissement du Centre, entre la Puerta del Sol et le palais royal, elle se présente sous la forme d'un quadrilatère dont la plus grande partie est piétonnière, à la seule exception d'une voie de circulation routière au nord.

## Dénomination
La place prend le nom d'Isabelle II en 1835. Entre 1868 et 1875, elle porte le nom de Juan Prim à la suite de la révolution de 1868, puis celui de Fermín Galán entre 1931 et 1939 sous la Seconde République, avant de retrouver son nom initial.

## Monuments
Une statue en bronze d'Isabelle II, un temps conservée à l'intérieur du Théâtre royal, figure au centre de la place depuis 1905, un an après la mort de la souveraine.
Le Théâtre royal de Madrid est situé entre la place Isabelle-II et la place de l'Orient.

## Transports
La place est desservie par la station Ópera du métro de Madrid.